# Риботинська сільська рада
Риботи́нська сільська́ ра́да — адміністративно-територіальна одиниця та орган місцевого самоврядування в Коропському районі Чернігівської області. Адміністративний центр — село Риботин.

## Загальні відомості
- Територія ради: 56,893 км²
- Населення ради: 1 088 осіб (станом на 2001 рік)

На території сільради діє Риботинська ЗОШ I-III ст. та Риботинський ДНЗ.
Риботинська сільська рада зареєстрована 1921 року. Стала однією з 25-ти сільських рад Коропського району і одна з 8-ми, яка складається з одного населеного пункту.

## Населені пункти
Сільській раді підпорядковані населені пункти:
- с. Риботин

## Склад ради
Рада складається з 14 депутатів та голови.
- Голова ради: Кравченко Василь Андрійович
- Секретар ради: Пома Раїса Петрівна

### Керівний склад попередніх скликань
| Прізвище, ім'я, по батькові | Основні відомості                                                                       | Дата обрання | Дата звільнення |
| --------------------------- | --------------------------------------------------------------------------------------- | ------------ | --------------- |
| Кравченко Василь Андрійович | Сільський голова, 1959 року народження, освіта вища, член Соціалістичної партії України | 26.03.2006   | 31.10.2010      |
| Кравченко Василь Андрійович | Сільський голова, 1959 року народження, освіта вища, член Партії регіонів               | 31.10.2010   |                 |

Примітка: таблиця складена за даними сайту Верховної Ради України

### Депутати
За результатами місцевих виборів 2010 року депутатами ради стали:

#### За суб'єктами висування
| Суб'єкт висування                 | Кількість обраних депутатів | %    |
| --------------------------------- | --------------------------- | ---- |
| Партія регіонів                   | 10                          | 71,4 |
| Самовисування                     | 2                           | 14,3 |
| Комуністична партія України       | 1                           | 7,1  |
| Політична партія «Сильна Україна» | 1                           | 7,1  |

#### За округами
| № округу                          | Прізвище, ім'я, по батькові       | Дата визнання обраним | Освіта  | Партійна приналежність                        | Відомості про обраного депутата                                  |
| --------------------------------- | --------------------------------- | --------------------- | ------- | --------------------------------------------- | ---------------------------------------------------------------- |
| Комуністична партія України       |                                   |                       |         |                                               |                                                                  |
| 9                                 | Шевченко Валентина Василівна      | 01.11.2010            | середня | член Комуністичної партії України             | Коропська ЦРЛ, медичнасестра                                     |
| Партія регіонів                   |                                   |                       |         |                                               |                                                                  |
| 1                                 | Бачал Валентина Григорівна        | 01.11.2010            | вища    | член Партії регіонів                          | Риботинська загальноосвітня школа I-III ст., вчитель             |
| 2                                 | Єременко Олексій Максимович       | 01.11.2010            | середня | член Партії регіонів                          | пенсіонер                                                        |
| 3                                 | Дорошенко Валентина Володимирівна | 01.11.2010            | вища    | член Партії регіонів                          | Риботинська загальноосвітня школа I-III ст., вчитель             |
| 4                                 | Пустовойт Юлія Сергіївна          | 21.05.2012            | вища    | член Партії регіонів                          | Риботинська сільська рада, секретар                              |
| 5                                 | Капиця Натаплія Григорівна        | 01.11.2010            | вища    | член Партії регіонів                          | Риботинська загальноосвітня школа I-III ст., лаборант            |
| 6                                 | Лебідь Надія Петрівна             | 01.11.2010            | вища    | член Партії регіонів                          | Коропський районний військовий комісаріат, спеціалістІ категорії |
| 7                                 | Ожожок Микола Іванович            | 01.11.2010            | середня | член Партії регіонів                          | тимчасово не працює                                              |
| 8                                 | Шевченко Микола Іванович          | 01.11.2010            | вища    | член Партії регіонів                          | Коропська ДЛВМ, завідувач                                        |
| 11                                | Яцечко Микола Іванович            | 01.11.2010            | вища    | член Партії регіонів                          | Риботинська загальноосвітня школа I-III ст., директор            |
| 13                                | Кеда Олександр Олександрович      | 01.11.2010            | вища    | член Партії регіонів                          | ТОВАгроКонтракт, менеджер                                        |
| Політична партія «Сильна Україна» |                                   |                       |         |                                               |                                                                  |
| 12                                | Максименко Катерина Єлисеївна     | 01.11.2010            | вища    | позапартійна                                  | Коропськаветлікарня, ветлікар                                    |
| Самовисування                     |                                   |                       |         |                                               |                                                                  |
| 10                                | Лебідь Ольга Миколаївна           | 01.11.2010            | середня | член Всеукраїнського об'єднання «Батьківщина» | приватний підприємець                                            |
| 14                                | Булбоака Світлана Іванівна        | 01.11.2010            | середня | член Всеукраїнського об'єднання «Батьківщина» | Відпустка до 3-х років дитині                                    |